# Lauder (Nouvelle-Zélande)
Lauder est un petit village de la région d’Otago dans l’Île du Sud de la Nouvelle-Zélande.

## Situation
Il est localisé dans la région de Central Otago, à 8 km au nord-est de la ville d’Omakau, sur la route principale allant d’Alexandra à Ranfurly, sur le trajet de la route State Highway 85/S H 85 (en).

## Toponymie
Le village a été dénommé ainsi d’après Lauder, la ville du même nom située dans le sud de l’Écosse, un des nombreux sites de la région d’Otago nommés d’après des lieux écossais par John Turnbull Thomson.

## Accès
Lauder disposait d'une gare sur l’ancienne ligne de central otago (en), maintenant disparue, et servait de ville de desserte ferroviaire à partir du moment où les rails atteignirent la ville en 1904. 
Elle reste une étape populaire sur la voie verte de Central Otago et est la localité la plus proche des gorges de Poolburn (en), un site réputé sur le parcours.

## Recherches atmosphériques
Le ciel clair, les horizons bas, l’atmosphère sèche et la situation méridionale de Lauder en font un site idéal pour les recherches atmosphériques.
Le institut de recherches sur l'eau et l'atmosphère (en) (Niwa) prend des mesures atmosphériques dans le but d’observer et de mieux comprendre les interactions entre la stratosphère, la troposphère et le climat mondial.
La clarté de l'air nocturne autour de Lauder rend la région populaire pour les astronomes amateurs et professionnels.